# 나카야마 후나

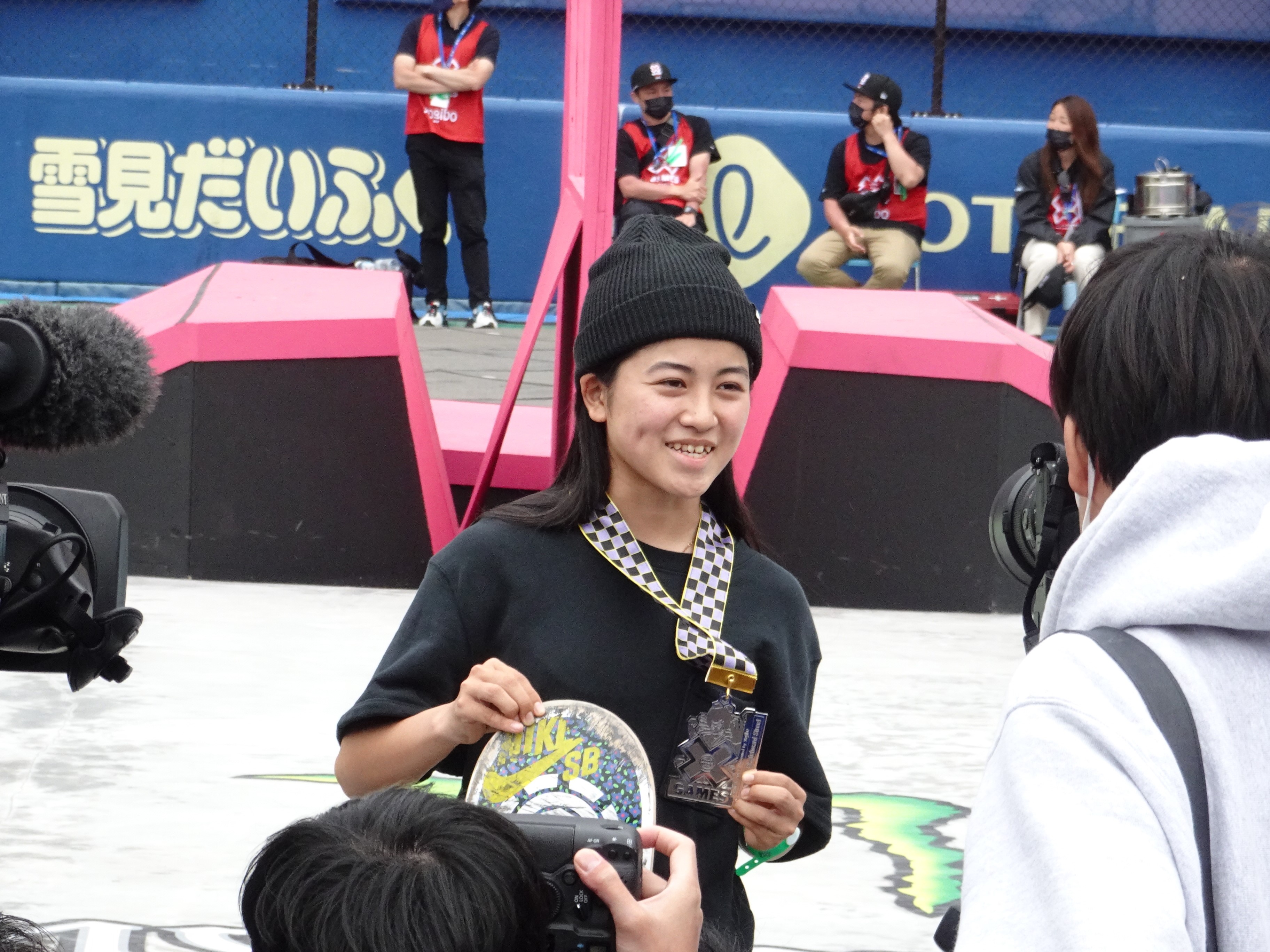

나카야마 후나(中山楓奈, 2005년 6월 17일 ~ )는 도야마시 출신의 일본 스케이트보더이다. 나카야마는 일본 도쿄에서 열린 2020년 하계 올림픽 여자 거리 경기에서 동메달을 획득했다. 2023년 1월, 트레셔의 표지에 등장한 최초의 아시아 여성이 되었다.